# Barbara Carrera
Barbara Carrera (született Barbara Kingsbury) (Bluefields, Nicaragua, 1945. december 31. –) nicaraguai származású amerikai színésznő és modell. Ismert szerepe Fatima Blush bérgyilkosnő a Soha ne mondd, hogy soha című James Bond-filmben.

## Magánélete
Édesanyja Florencia Carrera, édesapja pedig Louis Kingsbury. Fiatalon felvette édesanyja vezetéknevét, a Carrerát.
Első férje Otto Kurt Freiherr von Hoffman volt (1966–1972). Később Uva Barden modellel élt együtt (1972–1976), majd 1983-ban Nicholas Mark Mavroleonnal kötött házasságot. Egy gyermeke született: Manuel Basil Mavroleon.

## Filmográfia
- Paradise – Katherine (2004)
- Pánikjárat (2001)
- Amynek ítélve – Francesca Messina (1999)
- JAG – Becsületbeli ügyek – Marcella Paretti (1998)
- Találkahely – Julia (1996)
- Szerelem és semmi más – Maria Malacici (1996)
- Becsapódási pont – Eva Largo (1993)
- Indián hold (1992)
- A gonosz mostoha – Priscilla (1989)
- Emma - A déltenger királynője – Emma Coe (1988)
- Gengszterakadémia – Katherine (1987)
- Love at Stake – Faith Stewart (1987)
- Dallas – Angelica Nero (1985–1986)
- Vadlibák 2: Rudolf Hess elrablása – Kathy Lukas (1985)
- Magányos farkas – Lola Richardson (1983)
- James Bond: Soha ne mondd, hogy soha – Fatima Blush (1983)
- Egyszemélyes esküdtszék – Dr. Charlotte Bennett (1982)
- Masada – Sheva (1981)
- Condorman – Natalia (1981)
- Az idő szorításában – Iolani (1980)
- Dr. Moreau szigete – Maria (1977)